# Nordeste do Alabama
O Nordeste do Alabama é uma região do estado do Alabama, EUA. Compreende as cidades de Anniston, Gadsden, Talladega e áreas adjacentes do estado do Alabama. As inclusões de condado variam, usualmente sendo parte da região a Àrea metropolitana de Anniston-Oxford e Área estatística metropolitana de Gadsden. Às vezes, as cidades de Huntsville e, raramente, Auburn são incluídas, mas estão separadas entre regiões que não é o Nordeste do Alabama.

## Localidades

### Áreas Metropolitanas
- Área metropolitana de Huntsville
- Área metropolitana de Anniston-Oxford
- Área metropolitana de Gadsden

### Maiores Cidades
- Huntsville
- Madison
- Gadsden
- Anniston
- Oxford

### Condados
- Madison
- Calhoun
- Etowah
- Marshall
- Talladega
- St. Clair
- Dekalb
- Jackson
- Cherokee
- Cleburne